# Baciccio
Giovanni Battista Gaulli, dit il Baciccio ou il Baciccia, né à Gênes le 8 mai 1639 et mort à Rome le 2 avril 1709, est un peintre italien baroque largement influencé par Gian Lorenzo Bernini auprès de qui il travailla dès 1657 à Rome, où il devint son protégé. 

## Biographie
Né à Gênes en 1639, il a pu longuement étudier les œuvres de Rubens, Van Dyck, Strozzi ou du Baroche, avant de se rendre à Rome en 1657.
Sa rencontre avec Gianlorenzo Bernini sera déterminante pour sa carrière. Grâce à son intermédiaire, Gaulli reçoit plusieurs commandes qui feront bientôt de lui un des peintres les plus recherchés de Rome. Sa fréquentation du Bernin et sa participation répétée à des entreprises dirigées par lui, en firent le transcripteur, en peinture, de la vision du sculpteur et architecte, tant dans le domaine du mouvement qui anime les étoffes, que dans celui de l'expression des sentiments. Il avait appris que « la représentation de personnes ne voulait pas qu'elles restassent fermes et calmes, mais qu'elles parlassent et se mussent » (Lione Pascoli dans sa biographie de 1730).
Éclectique, il suit aussi bien l'exemple de Pierre de Cortone que celui du Dominiquin ou même de Poussin, intégrant ainsi les leçons du premier art baroque et celles du classicisme, pour créer un style personnel. Plusieurs œuvres d'Annibal Carrache, inspireront ses propres tableaux. Sa palette devient alors plus brillante, les arrière-plans sombres de ses débuts s'éclaircissent, de même que s'améliorent la précision anatomique de ses sujets et sa maîtrise de la perspective.
Devenu, avec Carlo Maratta un des peintres les plus en vue, il réalise plus de soixante-dix portraits de personnalités romaines, parmi lesquels les sept papes qui se succédèrent à son époque d'Alexandre VII à Clément XI, et ceux de nombreux cardinaux et nobles personnages.

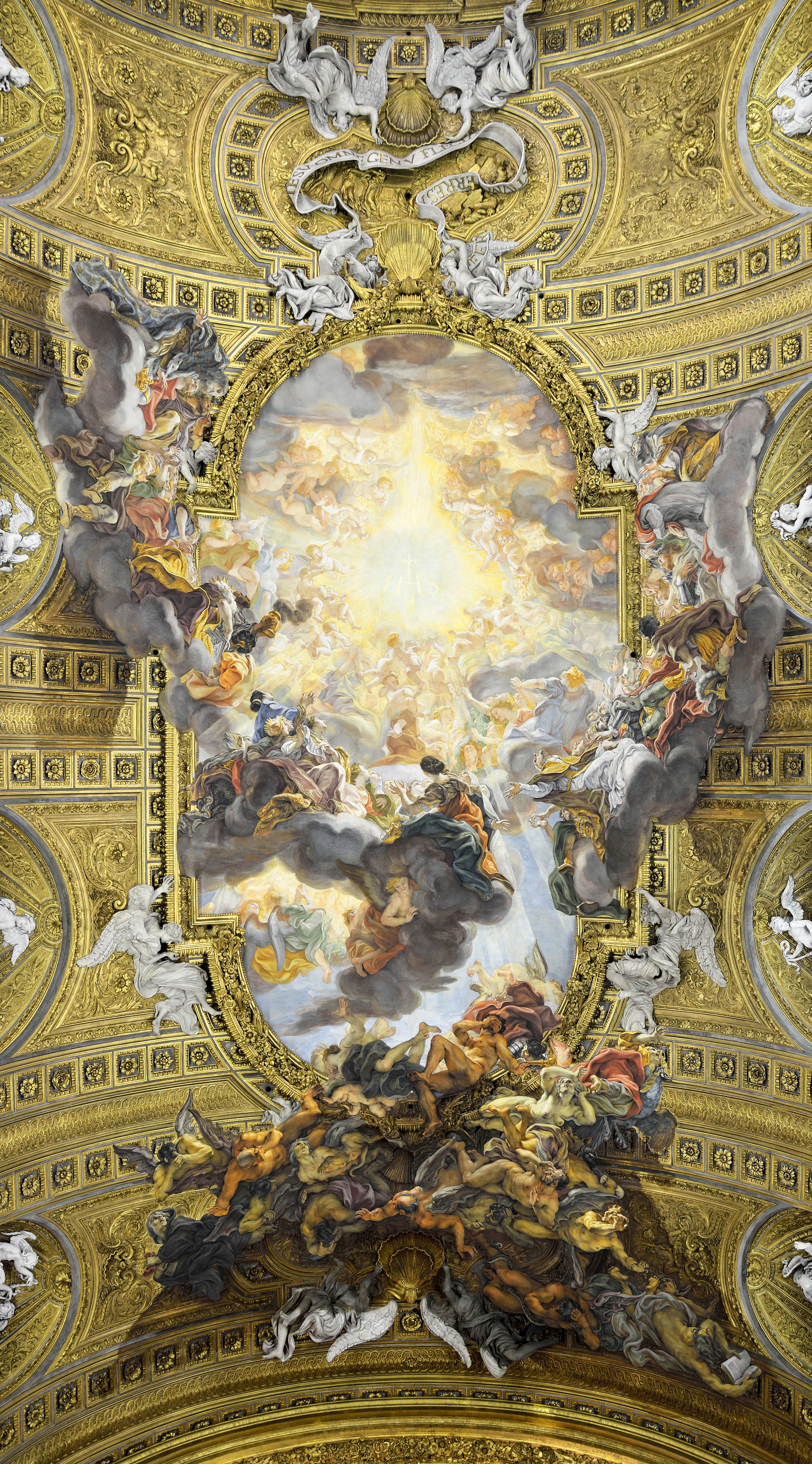
Triomphe du nom de Jésus
fresque du plafond
Église du Gesù (Rome)

Après avoir peint les pendentifs de la coupole de l'église Sainte-Agnès-en-Agone (1666-1672), il se rend à Parme en 1669 et y étudie le peintre Corrège dont il assimilera avantageusement le style, notamment la palette de couleurs. Il se perfectionne également dans la technique de la fresque à Ferrare, où le Château d'Este y magnifiquement décoré.
Ses succès lui vaudront sa plus importante commande, la décoration de l'église du Gesù qu'il réalisera de 1672 à 1683. Cette grande église, église-mère de la Compagnie de Jésus, est l'une des plus parfaites manifestations architecturales de la Contre-réforme. L'œuvre majeure de Bacciccio est la décoration illusionniste à quadratura, de la coupole et du plafond, faisant déborder de faux nuages et des figures hors du cadre. Les jésuites ont trouvé en lui l'interprète grandiose de la doctrine promulguée par le concile de Trente et il devint l'exemple type de la peinture baroque en trompe-l'œil. Un modello, à l'huile sur toile est conservé à la galerie Spada à Rome.
Gaulli fut célèbre également par ses retables, dont un des meilleurs exemples sont le Saint François Saverio baptise une reine orientale et Saint François Saverio prêchant, à l'église Saint-André du Quirinal.
Il assuma diverses charges au sein de l'académie Saint-Luc, dont il fut nommé prince en 1673.
Le plafond de la nef de la basilique des Saints-Apôtres peint en 1707, ne soutient pas la comparaison avec l'église du Gesù[réf. nécessaire] et révèlent en outre une large interprétation de ses aides[réf. nécessaire].

## Œuvres

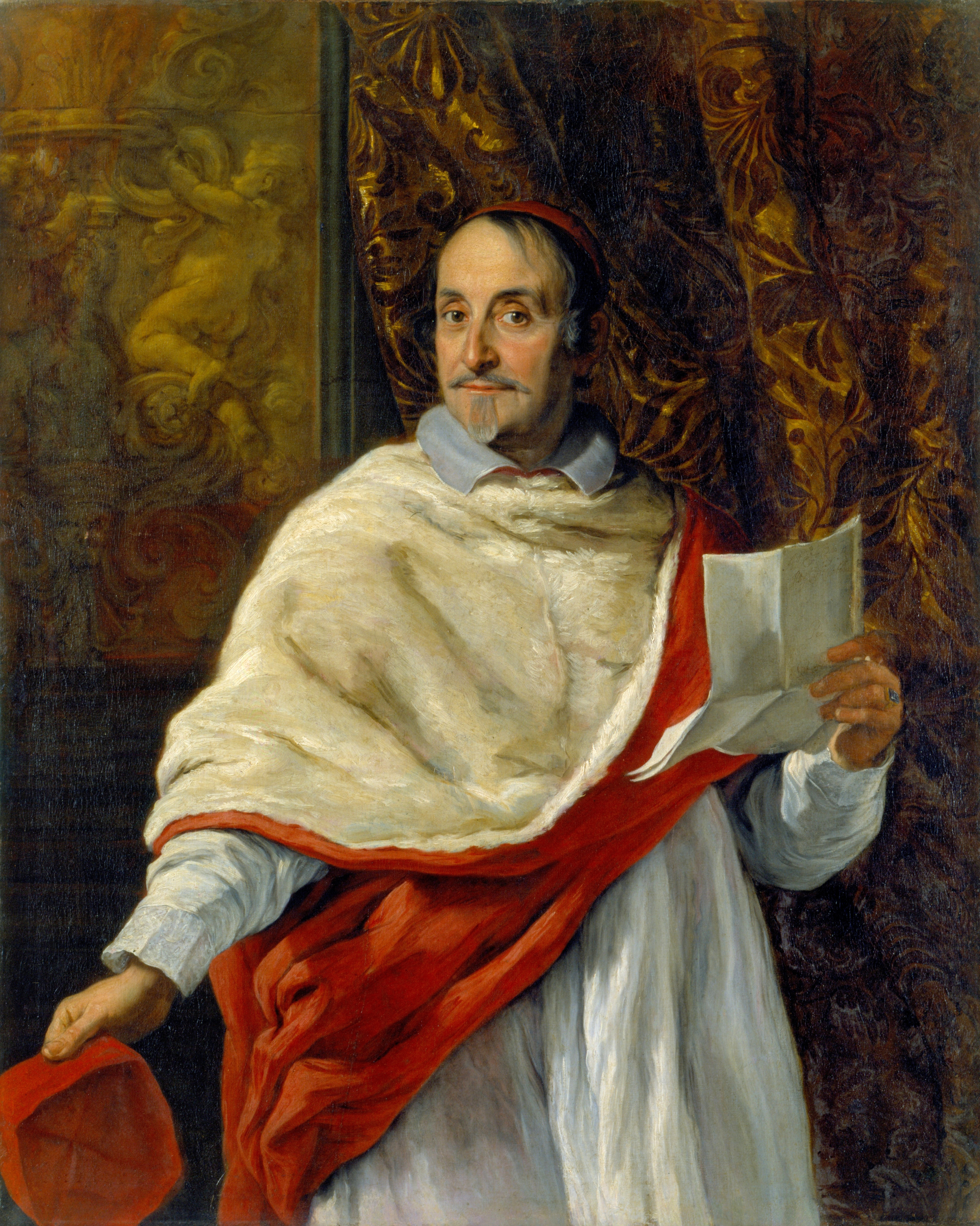
Cardinal Luigi Omodei,
Rio de Janeiro.

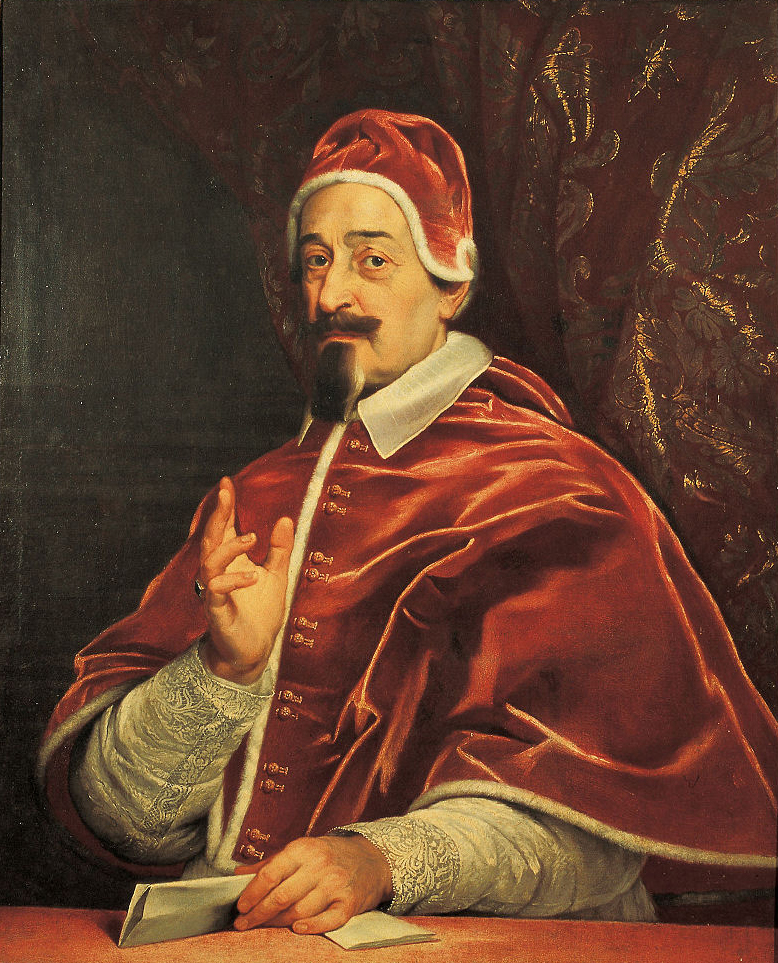
Portrait d'Alexandre VII, 1667
Sofia

- Autoportrait, 1667-1668, huile sur toile, 67 × 51 cm, corridor de Vasari, musée des Offices, Florence[7]
- Portrait du Cardinal Ludovic de Vendôme - 1567, huile sur toile, musée Capodimonte, Naples
- Portrait du Cardinal Luigi Alessandro Omodei, v. 1670, huile sur toile, 122 × 97 cm, Museu Nacional de Belas Artes, Rio de Janeiro
- Le Triomphe du Nom de Jésus, tempera, huile et encre marron sur papier collé sur toile de 163 × 111 cm, Princeton, University Art Museum (peinture préparatoire)
- Le Triomphe du Nom de Jésus, 1672-1679, huile sur toile, modello, 179 × 120 cm, galerie Spada, Rome
- Le Triomphe du nom de Jésus, 1672-1683, fresque du plafond de l'église du Gesù de Rome.
- Portrait du cardinal Léopold de Médicis, 1675, huile sur toile, 72 × 60 cm, musée des Offices, Florence[3]

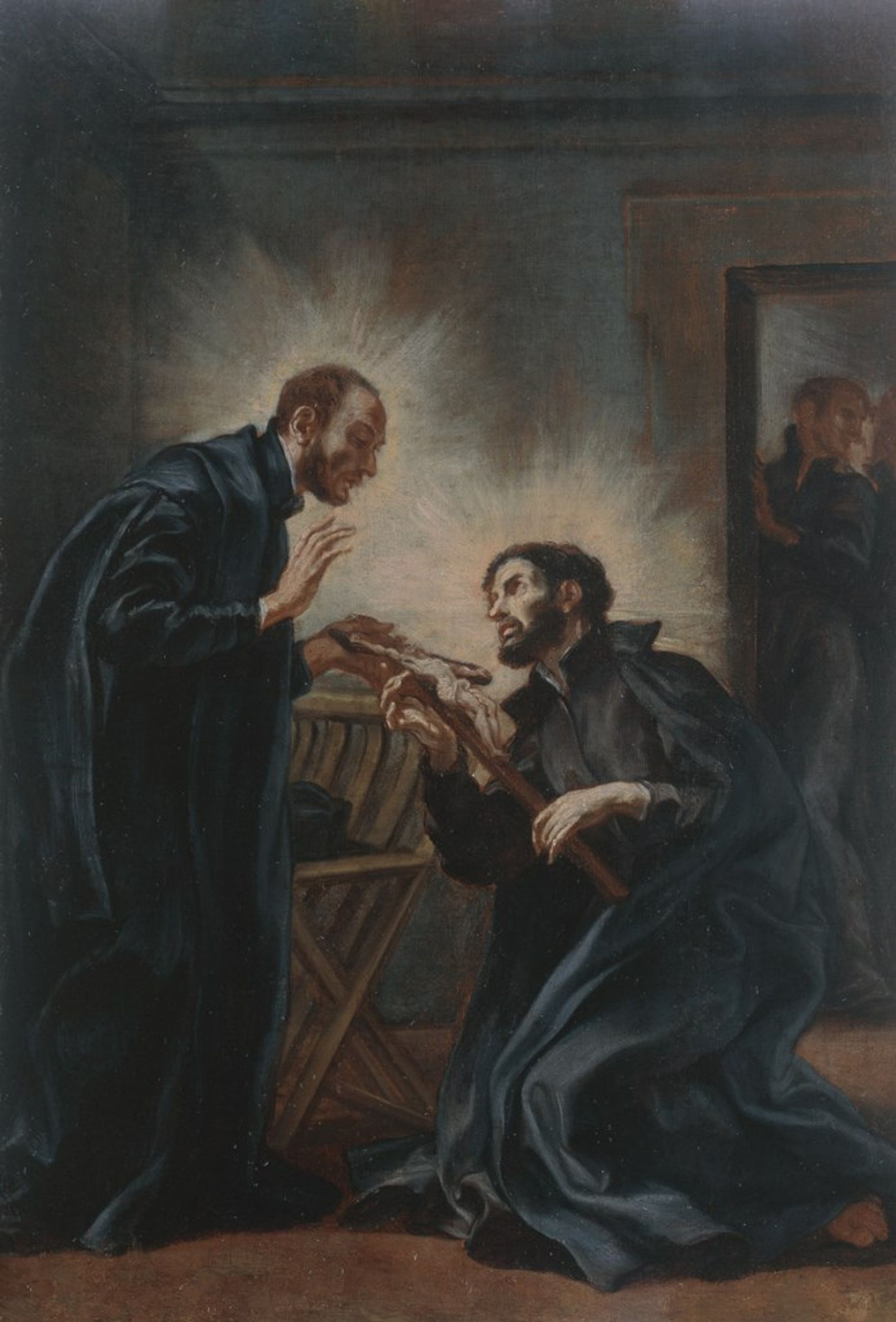
Saint Ignace de Loyola et saint François-Xavier, huile sur toile, Baciccio (attribué à), XVIIe, musée des Augustins, Toulouse

- Saint Ignace de Loyola et saint François-Xavier, (attribué à), 1675-1685, huile sur toile, musée des Augustins, Toulouse[8]
- La Prédication de saint Jean-Baptiste, avt 1685, toile, 182 × 172 cmParis, musée du Louvre. peinte pour la Compagnie de Jésus de Rome[6].
- Le Baptême du Christ (~1690), huile sur toile de 93 × 47,2 cm, musée des beaux-arts de Caen
- Une Bienheureuse abbesse recevant la communion des mains du Christ, 1690-1700, toile, 75 × 43 cm, musée du Louvre
- Saint François Saverio baptise une reine orientale et Saint François Saverio prêchant, chapelles latérales de l'église Saint-André du Quirinal[5]
- Le Christ, la Vierge et saint Nicolas de Bari, église Santa Maria Maddalena, Rome
- La Conversion de saint Paul, huile sur toile de 46,5 × 36,5 cm, musée des Augustins, Toulouse (étude préparatoire à un tableau conservé dans l'église San Paolo à Fiastra, Macerata)
- Joseph raconte son songe à ses frères et Joseph reconnu par ses frères, musée Fesch d'Ajaccio
- Apothéose de saint Pierre, musée Fesch d'Ajaccio
- La Continence de Scipion, musée Fesch d'Ajaccio
- La Querelle d'Achille et d'Agamemnon, musée départemental de Beauvais
- Portrait d'Emmanuel-Théodose de la Tour d'Auvergne, cardinal de Bouillon, château de Versailles
- Voici l'agneau de Dieu, vers 1700, huile sur toile de 129,5 × 102,5 cm, Musée des beaux-arts de Montréal[9]

### Dessins
- Romulus et Rémus recueillis par Faustulus et Larentia, pierre noire, plume, encre brune, lavis brun, rehauts de blanc sur papier beige, H. 0,181 ; L. 0,284[10]. Paris, Beaux-Arts[11]. Actuellement rattaché à aucune œuvre peinte, ce dessin place les personnages de l'Histoire romaine de Tite-Live dans un paysage isolé. L'artiste compose une allégorie des eaux du Tibre sous les traits d'un Dieu fleuve et de deux nymphes, faisant face aux enfants et au couple.